# Élections régionales de 2024 au Piémont
Les élections régionales de 2024 au Piémont (en italien : Elezioni regionali in Piemonte del 2024) se tiennent les 8 et 9 juin 2024 afin d'élire le président de la junte régionale et les 50 autres membres de la XIIe législature du conseil régional du Piémont pour un mandat de cinq ans.

## Mode de scrutin
Le Conseil et son président sont élus simultanément pour des mandats de cinq ans. Ce dernier est élu au scrutin uninominal majoritaire à un tour tandis que 49 sièges composant le Conseil sont pourvus selon un système mixte. Pour 39 d'entre eux, le scrutin utilisée est proportionnel plurinominal avec listes ouvertes et répartition des sièges selon la méthode du plus fort reste à toutes les listes ayant franchi le seuil électoral de 3 %. Les électeurs ont la possibilité d'effectuer un vote préférentiel pour l'un des candidats de la liste pour laquelle ils votent, afin de faire monter sa place dans celle-ci. La province de la capitale régionale, Turin, représente à elle seule 21 de ces 39 sièges. Les 10 sièges restants sont quant à eux pourvus au Scrutin majoritaire plurinominal avec listes fermées, et attribués à la liste du candidat vainqueur de la présidence, donnant au scrutin une tendance majoritaire. Enfin, le président élu ainsi que le candidat arrivé à la seconde place de l'élection pour la présidence sont membres à part entière du conseil, ce qui porte le nombre de ses membres à un total de 51.

### Répartition des sièges
| Provinces                                      | Sièges | +/-           |  |
| Alexandrie                                     | 4      | en stagnation |  |
| Asti                                           | 3      | 2             |  |
| Biella                                         | 3      | 2             |  |
| Coni                                           | 6      | en stagnation |  |
| Novare                                         | 2      | 1             |  |
| Turin                                          | 23     | 1             |  |
| Verbano-Cusio-Ossola                           | 0      | 1             |  |
| Verceil                                        | 2      | 1             |  |
| Candidats à la présidence et prime majoritaire | 8      | 4             |  |
| Total                                          | 51     | en stagnation |  |

## Résultats
|                        |                        |            |            |                      |                                           |                                |           |         |         |               |               |       |  |  |
| Présidence             | Présidence             | Présidence | Présidence | Présidence           | Conseil                                   | Conseil                        | Conseil   | Conseil | Conseil | Conseil       | Conseil       | Total |  |  |
| Candidats              | Candidats              | Votes      | %          | Élus                 | Partis                                    | Partis                         | Votes     | %       | +/-     | Sièges        | +/-           | Total |  |  |
|                        | Alberto Cirio (FI)     | 1 055 753  | 56,13      | 7                    |                                           | Frères d'Italie (FdI)          | 403 954   | 24,43   | 18,94   | 11            | 9             |       |  |  |
|                        | Alberto Cirio (FI)     | 1 055 753  | 56,13      | 7                    | Liste Cirio                               | 202 294                        | 12,23     | Nv.     | 5       | 5             |               |       |  |  |
|                        | Alberto Cirio (FI)     | 1 055 753  | 56,13      | 7                    | Forza Italia (FI) (av. UdC-PLI)           | 162 888                        | 9,85      | 1,46    | 4       | 1             |               |       |  |  |
|                        | Alberto Cirio (FI)     | 1 055 753  | 56,13      | 7                    | Ligue (Lega)                              | 155 522                        | 9,40      | 27,71   | 4       | 13            |               |       |  |  |
|                        | Alberto Cirio (FI)     | 1 055 753  | 56,13      | 7                    | Nous, modérés (NM)                        | 11 441                         | 0,69      | Nv.     | —       | en stagnation |               |       |  |  |
| Total Centre-droit     | Total Centre-droit     | 1 055 753  | 56,13      | 7                    | 936 099                                   | 56,67                          | 3,12      | 24      | 2       | 31            |               |       |  |  |
|                        | Gianna Pentenero (PD)  | 630 853    | 33,50      | 1                    |                                           | Parti démocrate (PD)           | 395 710   | 23,93   | 1,49    | 12            | 3             |       |  |  |
|                        | Gianna Pentenero (PD)  | 630 853    | 33,50      | 1                    | Alliance verts et gauche (AVS) (av. Pos.) | 107 095                        | 6,48      | 4,06    | 3       | 2             |               |       |  |  |
|                        | Gianna Pentenero (PD)  | 630 853    | 33,50      | 1                    | États-Unis d'Europe (SUE) (+E-IV-PSI-RI)  | 40 223                         | 2,43      | 0,61    | 1       | 1             |               |       |  |  |
|                        | Gianna Pentenero (PD)  | 630 853    | 33,50      | 1                    | Liste Pentenero                           | 24 835                         | 1,50      | Nv.     | —       | en stagnation |               |       |  |  |
|                        | Gianna Pentenero (PD)  | 630 853    | 33,50      | 1                    | Piémont vert et solidaire (DemoS-Volt)    | 14 536                         | 0,88      | 0,09    | —       | en stagnation |               |       |  |  |
| Total Centre-gauche    | Total Centre-gauche    | 630 853    | 33,50      | 1                    | 582 399                                   | 35,22                          | 1,96      | 16      | 4       | 17            |               |       |  |  |
|                        | Sarah Disabato (M5S)   | 144 420    | 7,68       | —                    |                                           | Mouvement 5 étoiles (M5S)      | 99 807    | 6,04    | 6,51    | 3             | 2             | 3     |  |  |
|                        | Francesca Frediani     | 28 191     | 1,50       | —                    |                                           | Piémont populaire (UP-PaP-PRC) | 19 378    | 1,17    | Nv.     | 0             | en stagnation | 0     |  |  |
|                        | Alberto Costanzo       | 21 564     | 1,15       | —                    |                                           | Liberté (ScN-PdF-Vita)         | 16 064    | 0,97    | Nv.     | 0             | en stagnation | 0     |  |  |
|                        |                        |            |            |                      |                                           |                                |           |         |         |               |               |       |  |  |
| Votes valides          | Votes valides          | 1 880 781  | 93,93      |                      | Votes valides                             | Votes valides                  | 1 653 747 | 82,59   |         |               |               |       |  |  |
| Votes blancs et nuls   | Votes blancs et nuls   | 121 571    | 6,07       | Votes blancs et nuls | Votes blancs et nuls                      | 348 605                        | 17,41     |         |         |               |               |       |  |  |
| Total candidats        | Total candidats        | 2 002 352  | 100        | 8                    | Total partis                              | Total partis                   | 2 002 352 | 100     | -       | 43            | 4             | 51    |  |  |
| Abstentions            | Abstentions            | 1 618 749  | 44,70      |                      |                                           |                                |           |         |         |               |               |       |  |  |
| Inscrits/Participation | Inscrits/Participation | 3 621 101  | 55,30      |                      |                                           |                                |           |         |         |               |               |       |  |  |